# Hermann von Laer
Hermann von Laer (* 1. April 1945 in Dorsel) ist ein deutscher Ökonom.

## Leben
Von Laer leistete nach dem Abitur 1965 am Görres-Gymnasium in Koblenz zwei Jahre Wehrdienst bei der Bundeswehr. Von 1967 bis 1969 studierte er Volkswirtschaftslehre, Politikwissenschaft und Soziologie an der Freien Universität Berlin und der Westfälischen Wilhelms-Universität in Münster. Er beendete sein Studium als Diplom-Volkswirt und wurde 1976 mit der Dissertation Industrialisierung und Qualität der Arbeit, eine bildungsökonomische Untersuchung für das 19. Jahrhundert zum Dr. rer. pol. promoviert. Er war dann akademischer Rat an der Universität Osnabrück, und zwar an ihrer damaligen Abteilung Vechta. 1989 habilitierte er sich mit der Arbeit Entwicklungstheorie in Wissenschaft und Unterricht.
1994 wurde er außerplanmäßiger Professor für Wirtschaftspolitik an der Universität Vechta. Seine Forschungsschwerpunkte waren Wirtschafts-, Sozial- und Familienpolitik sowie Demographie. Mittlerweile ist er im Ruhestand. Er ist Mitherausgeber der Vechtaer Universitätsschriften beim Lit Verlag.
Von Laer ist verheiratet und lebt in Vechta. Er ist Mitglied der CDU.
Er war einer der 68 Hauptzeichner der Wahlalternative 2013.

## Trivia
2003 wurde von Laer in einem studentischen „Professorenranking“ der Zeitschrift Unicum zum beliebtesten Professor Deutschlands gewählt.

## Schriften (Auswahl)

### Monografien
- Industrialisierung und Qualität der Arbeit, eine bildungsökonomische Untersuchung für das 19. Jahrhundert (= Dissertations in European economic history). Arno Press, New York 1977, ISBN 0-405-10791-9.
- Die außenwirtschaftlichen Beziehungen der Bundesrepublik Deutschland (= Fragenkreise). Schöningh, Paderborn 1979, ISBN 3-506-23526-5.
- Entwicklungstheorie in Wissenschaft und Unterricht (= Studien zur internationalen Schulbuchforschung, Band 77). Diesterweg, Frankfurt am Main 1993, ISBN 3-88304-277-3.

### Herausgeberschaften
- Hrsg.: Volk und Bevölkerung (= Vechtaer Universitätsschriften, Band 7). Runge, Cloppenburg 1992, ISBN 3-926720-04-2.
- Hrsg. mit Wilfried Kürschner: Zwischen Heimat und Fremde. Aussiedler, Ausländer, Asylanten (= Vechtaer Universitätsschriften, Band 11). Runge, Cloppenburg 1993, ISBN 3-926720-13-1.
- Hrsg. mit Astrid Schmitt-von Mühlenfels: Frauenfragen – Frauensachen (= Vechtaer Universitätsschriften, Band 14). Runge, Cloppenburg 1994, ISBN 3-926720-20-4.
- Hrsg. mit Joachim Kuropka: Woher kommt und was haben wir an Niedersachsen (= Vechtaer Universitätsschriften, Band 16). Runge, Cloppenburg 1996, ISBN 3-926720-23-9.
- Hrsg. mit Franz Bölsker-Schlicht: Die Stadt – Lebensraum und Lebensform (= Vechtaer Universitätsschriften, Band 19). Lit, Münster 1999, ISBN 3-8258-4322-X.
- Hrsg. mit Klaus-Dieter Scheer: Nachhaltigkeit – Konzept für die Zukunft? (= Vechtaer Universitätsschriften, Band 21). Lit, Münster u. a. 2002, ISBN 3-8258-6263-1.
- Hrsg. mit Wilfried Kürschner: Die Wiederentdeckung der Familie. Probleme der Reorganisation von Gesellschaft (= Vechtaer Universitätsschriften, Band 22). Lit, Berlin u. a. 2004, ISBN 3-8258-7676-4.
- Hrsg. mit Klaus-Dieter Scheer: Kultur und Kulturen (= Vechtaer Universitätsschriften, Band 23). Lit, Münster 2004, ISBN 3-8258-8313-2.
- Hrsg.: Osteuropa und wir (= Vechtaer Universitätsschriften, Band 24). Lit, Berlin u. a. 2007, ISBN 978-3-8258-0831-0.
- Hrsg.: Was sollen unsere Kinder lernen? Zur bildungspolitischen Diskussion nach den PISA-Studien (= Vechtaer Universitätsschriften, Band 25). Lit, Berlin u. a. 2010, ISBN 978-3-643-10469-4.
- Hrsg.: Multi-Kulti am Ende? Perspektiven in einer heterogenen Gesellschaft (= Vechtaer Universitätsschriften, Band 28). Lit, Berlin u. a. 2012, ISBN 978-3-643-11565-2.